# Parthénius (patrice)
Pour les articles homonymes, voir Parthénius.
Parthénius, Parténius ou Parthène (v. 485, Arles - 548, Trèves) est un fonctionnaire gallo-romain d’origine arverne qui servit à la fois les Ostrogoths et les Francs.

## Biographie

### Un aristocrate gallo-romain
Parthenius a des origines aristocratiques et arvernes ; il serait le petit-fils de l’empereur Avitus et pour certains parents de l’évêque de Limoges Rurice. Cette filiation maternelle est discutée. Pour Claude Lepelley comme pour Michel Aubrun, il serait le petit-fils de Rurice (sic) tandis que pour Michel Fixot, s'il descend bien par sa mère de la famille auvergnate des Ruricii, il ne serait que le neveu du grand évêque de Limoges. Pour l'historien bénédictin François Clément, il serait le neveu d'Ennodius de la famille des Anicii, l'évêque de Pavie ; ce même auteur précise sans indiquer sa source que Parthenius serait né à Arles, quelques années avant la fin du Ve siècle et qu'il reçoit une éducation à Rome. D'autres auteurs[Qui ?] signalent aussi qu'il étudie à Ravenne.

### Un serviteur des Ostrogoths
Dès 507, recommandé à l’évêque d'Arles Césaire, il revient dans la cité rhodanienne où l'évêque guérit un de ses esclaves. Il se rend peu de temps après, peut-être en 508, à Ravenne comme ambassadeur de l’assemblée provinciale et représentant de la cité de Marseille. Arthur Malnory indique qu'il ne serait revenu dans sa ville natale qu'en 520 à l'époque du préfet Libèrius, mais il évoque certainement son second retour, et donne accessoirement quelques éléments bibliographiques sur ce personnage, en particulier qu'il aurait assassiné sa femme, Papianilla, une petite-fille de l'évêque Rurice.

### Un serviteur des Francs
En 533 ou plus probablement en 534[réf. souhaitée], lorsque le préfet des Gaules Libère quitte Arles, il reste parmi les fonctionnaires en place et après 536, sous la domination franque, devient patrice, ou d’après Édouard Baratier préfet des Gaules. C’est le représentant du roi Thibert (ou Théodebert). Pour Michel Fixot, la nomination de Parthenius comme l'un des premiers rectores Provinciae, bien que cette fonction soit souvent associée au titre de patrice, reste toutefois hypothétique. Appelé vir illustrissimus, il reçoit ensuite en 544 le titre de magister officiorum atque patricius pour la Gaule.
Grégoire de Tours, cité par Michel Fixot, donne quelques informations sur sa mort intervenue vers 548, peu après celle de Thibert : il serait mort assassiné à Trèves par les Francs en raison d’une politique fiscale trop lourde. Toutefois pour François Clément, ce Parthenius lapidé par les Francs, ne serait pas le Parthenius maître des offices de 544.